# Diuraphis mexicana
Diuraphis mexicana är en insektsart som först beskrevs av Baker, J.M. 1934.  Diuraphis mexicana ingår i släktet Diuraphis och familjen långrörsbladlöss. Inga underarter finns listade i Catalogue of Life.